# Мадонна дель Парто
Мадонна дель Парто (итал. La Madonna del Parto — Мадонна родов) — название многих произведений искусства, а также тип изображения в католической иконографии беременной Девы Марии (Мадонны). Такой тип изображения получил особое распространение в Тоскане (Италия) в XIV веке, а также в Испании и Фландрии в XIV-XVII веках.
В подобных композициях у Мадонны отсутствуют привычные атрибуты и она не носит пояс, играющий ключевую роль в композициях Мадонна делла Чинтола. Она, как правило изображается стоящей с рукой, прижатой к боку, чтобы поддерживать выдающийся живот, часто с закрытой книгой на животе, что является намёком на Воплощённое Слово. Такие картины были связаны с молитвами беременных женщин о благополучных родах. Поэтому в некоторых иконографических вариантах Дева Мария подпоясана «Поясом Фомы» — поясом из завязанного узелками тканевого шнура, Святой реликвией, хранящейся в соборе Прато, что также связано с молитвами о благополучных родах и сближается с иконографией Мадонны делла Чинтола.
Близкий иконографический тип — Мадонна делла Мизерикордия (Дева Мария Милосердия). По сторонам от Девы Марии художники изображают ангелов, которые придерживают занавеси, украшенные гранатами — символом Страстей Христа. Такова самая известная фреска на эту тему работы Пьеро делла Франческа. Среди других примеров — произведения Таддео Гадди, Бернардо Дадди и Нардо ди Чоне.

## «Мадонна дель Парто» Пьеро делла Франческа
Самое известное произведение искусства на эту тему – фреска итальянского живописца периода кватроченто эпохи Возрождения Пьеро делла Франческа, законченная около 1460 года. Она хранится в Музее Мадонны дель Парто в Монтерки, Тоскана, Италия. Пьеро делла Франческа написал эту фреску за семь дней, используя высококачественные краски, в том числе большое количество синего ультрамарина (самой дорогой из всех красок), получаемого из лазурита, импортированного из Афганистана Венецианской республикой.
Долгое время это произведение оставалось малоизвестным, не привлекая особого внимания, и считалось работой неизвестного сельского художника. Только в 1889 году авторство было приписано Пьеро делла Франческа. [Вазари, Джорджо|Джорджо Вазари]] писал, что фреска была завершена в 1459 году, когда Пьеро находился в Сансеполькро из-за смерти матери. Однако датировка до настоящего времени является предметом споров, даты варьируются от 1450 до 1465 года, т. е. синхронно с фресками Истории Истинного Креста в Ареццо. Наиболее распространённые теории варьируются от гипотезы Роберто Лонги 1450–1455 годов до гипотезы Кларка и Де Векки 1460 года и поздней гипотезы Баттисти (после 1475 года). Антонио Паолуччи предполагает,  картина могла быть написана одновременно со «Встречей Соломона и царицы Савской», с которой она имеет некоторые сходства (например, в обработке расписных тканей), то есть около 1455 года .
Фреска находилась в церкви Санта-Мария-ди-Моментана (ранее Санта-Мария-ин-Сильвис), старинной сельской церкви в горном городке Монтерки. В период с 1784 по 1786 год место, где находилась церковь, отвели под обустройство кладбища Монтерки, и две трети церкви были снесены и переоборудованы в кладбищенскую капеллу. Тогда фреску вырезали «a massello» (спиливая всю толщину стены) и перенесли в арочную нишу главного алтаря – единственную сохранившуюся часть первоначального здания. В 1789 году капелла была повреждена землетрясением, но фреска уцелела. В 1911 году Королевское управление памятников приняло решение снять фреску со стены в целях её защиты и сохранения. Это сделал реставратор Доменико Фискали, который заново установил фреску на гипсовой основе и металлической сетке. После ряда перемещений 16 марта 1992 года, после новой реставрации, проведённой по случаю пятисотлетия со дня смерти Пьеро делла Франчески, фреска была перенесена в специальную витрину с климат-контролем в «Музее Мадонны дель Парто» в Монтерки.
Богословская символика, лежащая в основе изображения, сложна. Маурицио Кальвези предположил, что изображение шатра символизирует Ковчег Завета. Таким образом, Мария, будучи Матерью Христа, является «новым Ковчегом». Для других учёных шатёр – символ Католической Церкви, а Мадонна символизирует «дарохранительницу», поскольку она изображена, вынашивающей Иисуса.
Визуально эта фреска использована Пьером Паоло Пазолини в первых кадрах фильма «Евангелие от Матфея» (1964). Фреска также играет важную роль в романе Ричарда Хайера «Визус», в фильме Андрея Тарковского «Ностальгия» (1983).
Французский композитор Жерар Гризе, поклонник картин Пьеро, вдохновился «Мадонной дель Парто» для создания оперы «Парадоксальная икона» (L'Icône Paradoxale) для двух женских голосов и большого оркестра, разделённого на две группы, написанной в период с 1993 по 1994 год. Обстоятельства создания этой фрески и очень похожей вымышленной фрески описаны в детективном романе Франческо Гуччини и Лориано Маккиавелли «Пойджа фа суль серьёз», действие которого разворачивается на Апеннинах (Mondadori, 2014).
- Бернардо Дадди. Мадонна, Святые Фома Аквинский и апостол Павел. Триптих. Ок. 1330. Дерево, темпера, золочение. Центр Гетти, Лос-Анджелес, США
- Бернардо Дадди и мастерская. Между 1330 и 1335. Дерево, темпера, золочение. Уффици, Флоренция
- Таддео Гадди. Maдонна дель Парто. Деталь фрески церкви Сан-Франческо-ди-Паола, Флоренция
- Нардо ди Чоне. Мадонна дель Парто. Между 1355 и 1360. Дерево, темпера, золочение. Музей Бандини, Фьезоле